# Alpiner Skiweltcup 1979/80
Die Saison 1979/80 des von der FIS veranstalteten Alpinen Skiweltcups begann am 7. Dezember 1979 (Männer) bzw. am 5. Dezember (Frauen) in Val-d’Isère und endete am 15. März 1980 in Saalbach-Hinterglemm. Bei den Männern wurden 23 Rennen ausgetragen (7 Abfahrten, 8 Riesenslaloms, 8 Slaloms). Bei den Frauen waren es 24 Rennen (7 Abfahrten, 8 Riesenslaloms, 9 Slaloms). Dazu kamen je vier Kombinationswertungen.

Zum zweiten Mal nach 1975/76 wurde wiederum für die Kombination eine eigene „kleine Kristallkugel“ vergeben.
Höhepunkt der Saison waren die Olympischen Winterspiele 1980 in Lake Placid.

## Weltcupwertungen

### Gesamt
| Rang | Name                 | Punkte |
| ---- | -------------------- | ------ |
| 01.  | Andreas Wenzel       | 204    |
| 02.  | Ingemar Stenmark     | 200    |
| 03.  | Phil Mahre           | 132    |
| 04.  | Bojan Križaj         | 131    |
| 05.  | Anton Steiner        | 130    |
| 06.  | Jacques Lüthy        | 116    |
| 07.  | Hans Enn             | 100    |
| 08.  | Herbert Plank        | 091    |
| 09.  | Peter Lüscher        | 087    |
| 09.  | Peter Müller         | 087    |
| 11.  | Ken Read             | 079    |
| 12.  | Steve Mahre          | 072    |
| 13.  | Petar Popangelow     | 070    |
| 14.  | Alexander Schirow    | 068    |
| 15.  | Harti Weirather      | 064    |
| 16.  | Christian Neureuther | 062    |
| 17.  | Joël Gaspoz          | 061    |
| 17.  | Christian Orlainsky  | 061    |
| 19.  | Peter Wirnsberger    | 058    |
| 20.  | Erik Håker           | 057    |
| 21.  | Werner Grissmann     | 053    |
| 22.  | Josef Walcher        | 051    |
| 22.  | Bohumír Zeman        | 051    |
| 24.  | Jarle Halsnes        | 044    |
| 25.  | Paul Frommelt        | 043    |
| 25.  | Boris Strel          | 043    |
| 27.  | Bruno Nöckler        | 042    |
| 28.  | Waleri Zyganow       | 041    |
| 29.  | Piero Gros           | 040    |
| 30.  | Steve Podborski      | 035    |
| 31.  | Gerhard Jäger        | 031    |
| 32.  | Klaus Heidegger      | 028    |

| Rang | Name                      | Punkte |
| ---- | ------------------------- | ------ |
| 33.  | Francisco Fernández Ochoa | 27     |
| 33.  | Franz Klammer             | 27     |
| 33.  | Hannes Spiss              | 27     |
| 36.  | Uli Spieß                 | 25     |
| 37.  | Sepp Ferstl               | 24     |
| 37.  | Jože Kuralt               | 24     |
| 37.  | Michael Veith             | 24     |
| 37.  | Michel Vion               | 24     |
| 41.  | Odd Sorli                 | 23     |
| 41.  | Frank Wörndl              | 23     |
| 43.  | Mauro Bernardi            | 22     |
| 43.  | Andy Mill                 | 22     |
| 45.  | Paolo De Chiesa           | 21     |
| 45.  | Franz Gruber              | 21     |
| 45.  | Erwin Josi                | 21     |
| 45.  | Leonhard Stock            | 21     |
| 49.  | Toni Bürgler              | 20     |
| 50.  | Torsten Jakobsson         | 19     |
| 51.  | Wladimir Andrejew         | 18     |
| 51.  | Gustav Thöni              | 18     |
| 53.  | Jean-Luc Fournier         | 17     |
| 53.  | Helmut Höflehner          | 17     |
| 53.  | Dave Irwin                | 17     |
| 53.  | Pete Patterson            | 17     |
| 53.  | Bill Taylor               | 17     |
| 53.  | Walter Vesti              | 17     |
| 59.  | Stig Strand               | 16     |
| 60.  | Albert Burger             | 15     |
| 61.  | Urs Räber                 | 14     |
| 61.  | Rune Säfvenberg           | 14     |
| 63.  | Dave Murray               | 13     |
| 63.  | Paul-Arne Skajem          | 13     |

| Rang | Name                  | Punkte |
| ---- | --------------------- | ------ |
| 65.  | Germain Barrette      | 12     |
| 65.  | Karl Trojer           | 12     |
| 67.  | Greg Hann             | 11     |
| 68.  | Jure Franko           | 10     |
| 68.  | Osama Kodama          | 10     |
| 70.  | Gary Athans           | 09     |
| 70.  | Dave Stapleton        | 09     |
| 72.  | Arnt Erik Dale        | 08     |
| 72.  | Tim Gilhooly          | 08     |
| 72.  | Antony Guss           | 08     |
| 75.  | Karl Anderson         | 07     |
| 75.  | Even Hole             | 07     |
| 75.  | Peter Mally           | 07     |
| 78.  | Martial Donnet        | 06     |
| 78.  | Lars-Göran Halvarsson | 06     |
| 80.  | Mike Farny            | 05     |
| 81.  | Tiziano Bieler        | 04     |
| 81.  | Alex Giorgi           | 04     |
| 81.  | Danilo Sbardellotto   | 04     |
| 84.  | Cary Adgate           | 03     |
| 84.  | Marc Girardelli       | 03     |
| 84.  | Marc Gryspeerdt       | 03     |
| 84.  | Mikio Katagiri        | 03     |
| 84.  | Henri Mollin          | 03     |
| 84.  | Ernst Winkler         | 03     |
| 90.  | Jostein Masdal        | 02     |
| 90.  | Werner Rhyner         | 02     |
| 92.  | Peter Aellig          | 01     |
| 92.  | Florian Beck          | 01     |
| 92.  | Philippe Pugnat       |        |

| Rang | Name                  | Punkte |
| ---- | --------------------- | ------ |
| 01.  | Hanni Wenzel          | 311    |
| 02.  | Annemarie Moser-Pröll | 259    |
| 03.  | Marie-Theres Nadig    | 221    |
| 04.  | Perrine Pelen         | 192    |
| 05.  | Irene Epple           | 141    |
| 06.  | Fabienne Serrat       | 122    |
| 07.  | Erika Hess            | 111    |
| 08.  | Claudia Giordani      | 107    |
| 09.  | Daniela Zini          | 099    |
| 10.  | Cindy Nelson          | 094    |
| 11.  | Christa Kinshofer     | 079    |
| 12.  | Heidi Preuss          | 078    |
| 13.  | Jana Šoltýsová        | 072    |
| 14.  | Tamara McKinney       | 065    |
| 15.  | Regine Mösenlechner   | 060    |
| 16.  | Ingrid Eberle         | 056    |
| 17.  | Lea Sölkner           | 045    |
| 18.  | Christin Cooper       | 044    |
| 18.  | Regina Sackl          | 044    |
| 20.  | Nadeschda Patrakejewa | 043    |
| 21.  | Doris De Agostini     | 042    |
| 21.  | Abigail Fisher        | 042    |
| 23.  | Holly Flanders        | 041    |
| 23.  | Laurie Graham         | 041    |
| 25.  | Ursula Konzett        | 040    |
| 26.  | Wanda Bieler          | 038    |
| 27.  | Cornelia Pröll        | 037    |

| Rang | Name                    | Punkte |
| ---- | ----------------------- | ------ |
| 28.  | Maria Epple             | 36     |
| 28.  | Torill Fjeldstad        | 36     |
| 28.  | Evi Mittermaier         | 36     |
| 31.  | Kathy Kreiner           | 35     |
| 31.  | Maria Rosa Quario       | 35     |
| 33.  | Annemarie Bischofberger | 32     |
| 34.  | Olga Charvátová         | 29     |
| 35.  | Heidi Wiesler           | 24     |
| 36.  | Monika Bader            | 23     |
| 37.  | Wilma Gatta             | 22     |
| 38.  | Caroline Attia          | 19     |
| 38.  | Andrea Haaser           | 19     |
| 38.  | Piera Macchi            | 19     |
| 41.  | Viki Fleckenstein       | 16     |
| 42.  | Ann Melander            | 15     |
| 43.  | Evelyne Dirren          | 14     |
| 43.  | Brigitte Glur           | 14     |
| 45.  | Lenka Vlčková           | 13     |
| 45.  | Marianne Zechmeister    | 13     |
| 47.  | Elisabeth Kraml         | 12     |
| 48.  | Cinzia Valt             | 11     |
| 48.  | Petra Wenzel            | 11     |
| 50.  | Marie-Luce Waldmeier    | 09     |
| 51.  | Monika Kaserer          | 08     |
| 51.  | Bernadette Zurbriggen   | 08     |
| 53.  | Pamela Behr             | 07     |
| 53.  | Martina Ellmer          | 07     |
| 53.  | Catherine Quittet       | 07     |

| Rang | Name                        | Punkte |
| ---- | --------------------------- | ------ |
| 56.  | Martina Laurençon           | 6      |
| 56.  | Brigitte Nansoz             | 6      |
| 56.  | Christa Zechmeister         | 6      |
| 59.  | Cristina Gravina            | 5      |
| 59.  | Lise-Marie Morerod          | 5      |
| 59.  | Heidi Riedler               | 5      |
| 59.  | Sigrid Totschnig            | 5      |
| 59.  | Anja Zavadlav               | 5      |
| 64.  | Marie-Cécile Gros-Gaudenier | 4      |
| 64.  | Anni Kronbichler            | 4      |
| 64.  | Jamie Kurlander             | 4      |
| 64.  | Elena Matous                | 4      |
| 64.  | Karin Schneeweis            | 4      |
| 69.  | Brenda Buglione             | 3      |
| 69.  | Ariane Ehrat                | 3      |
| 69.  | Zoë Haas                    | 3      |
| 69.  | Roswitha Steiner            | 3      |
| 73.  | Sophie Caprio               | 2      |
| 73.  | Anne-Flore Rey              | 2      |
| 73.  | Erika Gfrerer               | 2      |
| 73.  | Monika Hojstriková          | 2      |
| 73.  | Cindy Oak                   | 2      |
| 78.  | Anna Archibald              | 1      |
| 78.  | Loni Klettl                 | 1      |
| 78.  | Maria Kurz-Schlechter       | 1      |
| 78.  | Maria Maricich              | 1      |
| 78.  | Dorota Tlałka               | 1      |
| 78.  | Christa Puschmann           | 1      |

### Abfahrt
| Rang | Athlet            | Punkte |
| ---- | ----------------- | ------ |
| 1    | Peter Müller      | 96     |
| 2    | Ken Read          | 87     |
| 3    | Herbert Plank     | 81     |
| 4    | Harti Weirather   | 75     |
| 5    | Erik Håker        | 64     |
| 6    | Peter Wirnsberger | 63     |
| 7    | Werner Grissmann  | 60     |
| 7    | Josef Walcher     | 60     |
| 9    | Steve Podborski   | 35     |
| 10   | Michael Veith     | 28     |
| 11   | Franz Klammer     | 27     |
| 11   | Uli Spieß         | 27     |
| 13   | Andreas Wenzel    | 23     |
| 14   | Erwin Josi        | 21     |
| 15   | Toni Bürgler      | 20     |

| Rang | Athletin                | Punkte |
| ---- | ----------------------- | ------ |
| 1    | Marie-Theres Nadig      | 125    |
| 2    | Annemarie Moser-Pröll   | 100    |
| 3    | Hanni Wenzel            | 066    |
| 4    | Cindy Nelson            | 059    |
| 5    | Jana Šoltýsová          | 058    |
| 6    | Irene Epple             | 051    |
| 7    | Heidi Preuss            | 048    |
| 8    | Doris De Agostini       | 047    |
| 9    | Evi Mittermaier         | 042    |
| 10   | Laurie Graham           | 038    |
| 11   | Annemarie Bischofberger | 035    |
| 12   | Holly Flanders          | 034    |
| 13   | Cornelia Pröll          | 031    |
| 14   | Monika Bader            | 023    |
| 15   | Evelyne Dirren          | 014    |

### Riesenslalom
| Rang | Athlet           | Punkte |
| ---- | ---------------- | ------ |
| 1    | Ingemar Stenmark | 125    |
| 2    | Hans Enn         | 087    |
| 3    | Jacques Lüthy    | 082    |
| 4    | Andreas Wenzel   | 071    |
| 5    | Joël Gaspoz      | 068    |
| 6    | Bojan Križaj     | 056    |
| 7    | Jarle Halsnes    | 051    |
| 8    | Boris Strel      | 050    |
| 9    | Phil Mahre       | 043    |
| 10   | Bohumír Zeman    | 042    |
| 11   | Peter Lüscher    | 039    |
| 12   | Gerhard Jäger    | 035    |
| 13   | Bruno Nockler    | 032    |
| 14   | Steve Mahre      | 028    |
| 15   | Hannes Spiss     | 027    |

| Rang | Athletin              | Punkte |
| ---- | --------------------- | ------ |
| 1    | Hanni Wenzel          | 125    |
| 2    | Marie-Theres Nadig    | 095    |
| 2    | Perrine Pelen         | 095    |
| 4    | Irene Epple           | 083    |
| 5    | Erika Hess            | 071    |
| 6    | Fabienne Serrat       | 055    |
| 7    | Claudia Giordani      | 044    |
| 7    | Annemarie Moser-Pröll | 044    |
| 9    | Christa Kinshofer     | 042    |
| 10   | Daniela Zini          | 037    |
| 11   | Christin Cooper       | 033    |
| 12   | Maria Epple           | 032    |
| 13   | Ursula Konzett        | 030    |
| 14   | Tamara McKinney       | 024    |
| 15   | Regine Mösenlechner   | 022    |

### Slalom
| Rang | Athlet               | Punkte |
| ---- | -------------------- | ------ |
| 1    | Ingemar Stenmark     | 125    |
| 2    | Bojan Križaj         | 088    |
| 3    | Christian Neureuther | 069    |
| 4    | Petar Popangelow     | 064    |
| 5    | Alexander Schirow    | 057    |
| 6    | Christian Orlainsky  | 055    |
| 7    | Jacques Lüthy        | 053    |
| 8    | Andreas Wenzel       | 051    |
| 9    | Anton Steiner        | 049    |
| 10   | Paul Frommelt        | 045    |
| 11   | Steve Mahre          | 044    |
| 12   | Phil Mahre           | 039    |
| 13   | Hans Enn             | 025    |
| 14   | Klaus Heidegger      | 024    |
| 15   | Mauro Bernardi       | 021    |

| Rang | Athletin              | Punkte |
| ---- | --------------------- | ------ |
| 1    | Perrine Pelen         | 120    |
| 2    | Hanni Wenzel          | 100    |
| 3    | Annemarie Moser-Pröll | 083    |
| 4    | Daniela Zini          | 078    |
| 5    | Claudia Giordani      | 075    |
| 6    | Erika Hess            | 062    |
| 7    | Fabienne Serrat       | 056    |
| 8    | Regine Mösenlechner   | 044    |
| 9    | Nadeschda Patrakejewa | 043    |
| 10   | Tamara McKinney       | 041    |
| 10   | Lea Sölkner           | 041    |
| 12   | Abigail Fisher        | 039    |
| 13   | Christa Kinshofer     | 037    |
| 14   | Ingrid Eberle         | 029    |
| 15   | Regina Sackl          | 026    |

### Kombination
| Rang | Athlet                    | Punkte |
| ---- | ------------------------- | ------ |
| 1    | Phil Mahre                | 67     |
| 2    | Andreas Wenzel            | 65     |
| 3    | Anton Steiner             | 60     |
| 4    | Peter Lüscher             | 37     |
| 5    | Francisco Fernández Ochoa | 27     |
| 6    | Michel Vion               | 24     |
| 7    | Waleri Zyganow            | 22     |
| 8    | Steve Mahre               | 20     |
| 9    | Andy Mill                 | 19     |
| 10   | Bill Taylor               | 17     |

| Rang | Athletin              | Punkte |
| ---- | --------------------- | ------ |
| 1    | Hanni Wenzel          | 90     |
| 2    | Annemarie Moser-Pröll | 80     |
| 3    | Cindy Nelson          | 37     |
| 4    | Heidi Preuss          | 28     |
| 5    | Torill Fjeldstad      | 28     |
| 6    | Marie-Theres Nadig    | 25     |
| 6    | Fabienne Serrat       | 25     |
| 8    | Heidi Wiesler         | 22     |
| 9    | Ingrid Eberle         | 21     |
| 9    | Irene Epple           | 21     |
| 9    | Jana Šoltýsová        | 21     |

## Podestplatzierungen Herren

### Abfahrt
| Datum      | Ort               | 1. Platz          | 2. Platz        | 3. Platz          |
| ---------- | ----------------- | ----------------- | --------------- | ----------------- |
| 07.12.1979 | Val-d’Isère (FRA) | Peter Wirnsberger | Herbert Plank   | Erik Håker        |
| 16.12.1979 | Gröden (ITA)      | Peter Müller      | Erik Håker      | Werner Grissmann  |
| 06.01.1980 | Pra-Loup (FRA)    | Peter Müller      | Herbert Plank   | Erik Håker        |
| 12.01.1980 | Kitzbühel (AUT)   | Ken Read          | Harti Weirather | Herbert Plank     |
| 18.01.1980 | Wengen (SUI)      | Ken Read          | Josef Walcher   | Peter Wirnsberger |
| 19.01.1980 | Wengen (SUI)      | Peter Müller      | Ken Read        | Steve Podborski   |
| 04.03.1980 | Lake Louise (CAN) | Herbert Plank     | Harti Weirather | Werner Grissmann  |

### Riesenslalom
| Datum      | Ort                        | 1. Platz         | 2. Platz       | 3. Platz         |
| ---------- | -------------------------- | ---------------- | -------------- | ---------------- |
| 08.12.1979 | Val-d’Isère (FRA)          | Ingemar Stenmark | Bojan Križaj   | Hans Enn         |
| 12.12.1979 | Madonna di Campiglio (ITA) | Ingemar Stenmark | Jacques Lüthy  | Bojan Križaj     |
| 21.01.1980 | Adelboden (SUI)            | Ingemar Stenmark | Jacques Lüthy  | Joël Gaspoz      |
| 26.02.1980 | Waterville Valley (USA)    | Hans Enn         | Andreas Wenzel | Jarle Halsnes    |
| 01.03.1980 | Mont Sainte-Anne (CAN)     | Ingemar Stenmark | Phil Mahre     | Bohumír Zeman    |
| 08.03.1980 | Oberstaufen (FRG)          | Andreas Wenzel   | Jacques Lüthy  | Ingemar Stenmark |
| 11.03.1980 | Cortina d’Ampezzo (ITA)    | Ingemar Stenmark | Hans Enn       | Joël Gaspoz      |
| 13.03.1980 | Saalbach-Hinterglemm (AUT) | Ingemar Stenmark | Joël Gaspoz    | Hans Enn         |

### Slalom
| Datum      | Ort                        | 1. Platz         | 2. Platz             | 3. Platz            |
| ---------- | -------------------------- | ---------------- | -------------------- | ------------------- |
| 11.12.1979 | Madonna di Campiglio (ITA) | Ingemar Stenmark | Bojan Križaj         | Paul Frommelt       |
| 08.01.1980 | Lenggries (FRG)            | Petar Popangelow | Alexander Schirow    | Ingemar Stenmark    |
| 13.01.1980 | Kitzbühel (AUT)            | Andreas Wenzel   | Christian Neureuther | Jacques Lüthy       |
| 20.01.1980 | Wengen (SUI)               | Bojan Križaj     | Ingemar Stenmark     | Paul Frommelt       |
| 27.01.1980 | Chamonix (FRA)             | Ingemar Stenmark | Bojan Križaj         | Christian Orlainsky |
| 27.02.1980 | Waterville Valley (USA)    | Ingemar Stenmark | Christian Neureuther | Klaus Heidegger     |
| 10.03.1980 | Cortina d’Ampezzo (ITA)    | Ingemar Stenmark | Alexander Schirow    | Christian Orlainsky |
| 15.03.1980 | Saalbach-Hinterglemm (AUT) | Ingemar Stenmark | Steve Mahre          | Petar Popangelow    |

### Kombination
| Datum              | Ort                                 | 1. Platz       | 2. Platz       | 3. Platz      |
| ------------------ | ----------------------------------- | -------------- | -------------- | ------------- |
| 07./08.12.1979     | Val-d’Isère (FRA)                   | Phil Mahre     | Steve Mahre    | Michel Vion   |
| 12./16.12.1979     | Madonna di Campiglio / Gröden (ITA) | Peter Lüscher  | Andreas Wenzel | Anton Steiner |
| 08./12.01.1980     | Lenggries (FRG) / Kitzbühel (AUT)   | Andreas Wenzel | Anton Steiner  | Phil Mahre    |
| 27.01./ 04.03.1980 | Chamonix (FRA) / Lake Louise (CAN)  | Anton Steiner  | Andreas Wenzel | Phil Mahre    |

## Podestplatzierungen Damen

### Abfahrt
| Datum      | Ort               | 1. Platz              | 2. Platz              | 3. Platz              |
| ---------- | ----------------- | --------------------- | --------------------- | --------------------- |
| 05.12.1979 | Val-d’Isère (FRA) | Marie-Theres Nadig    | Cindy Nelson          | Laurie Graham         |
| 14.12.1979 | Piancavallo (ITA) | Marie-Theres Nadig    | Annemarie Moser-Pröll | Jana Šoltýsová        |
| 19.12.1979 | Zell am See (AUT) | Marie-Theres Nadig    | Jana Šoltýsová        | Annemarie Moser-Pröll |
| 06.01.1980 | Pfronten (FRG)    | Annemarie Moser-Pröll | Marie-Theres Nadig    | Hanni Wenzel          |
| 07.01.1980 | Pfronten (FRG)    | Marie-Theres Nadig    | Cornelia Pröll        | Doris De Agostini     |
| 15.01.1980 | Arosa (SUI)       | Marie-Theres Nadig    | Annemarie Moser-Pröll | Hanni Wenzel          |
| 20.01.1980 | Bad Gastein (AUT) | Marie-Theres Nadig    | Annemarie Moser-Pröll | Hanni Wenzel          |

### Riesenslalom
| Datum      | Ort                           | 1. Platz           | 2. Platz           | 3. Platz           |
| ---------- | ----------------------------- | ------------------ | ------------------ | ------------------ |
| 06.12.1979 | Val-d’Isère (FRA)             | Marie-Theres Nadig | Perrine Pelen      | Erika Hess         |
| 08.12.1979 | Limone Piemonte (ITA)         | Hanni Wenzel       | Erika Hess         | Fabienne Serrat    |
| 10.01.1980 | Berchtesgaden (FRG)           | Hanni Wenzel       | Perrine Pelen      | Claudia Giordani   |
| 16.01.1980 | Arosa (SUI)                   | Hanni Wenzel       | Marie-Theres Nadig | Perrine Pelen      |
| 26.01.1980 | Saint-Gervais-les-Bains (FRA) | Hanni Wenzel       | Perrine Pelen      | Marie-Theres Nadig |
| 28.02.1980 | Waterville Valley (USA)       | Hanni Wenzel       | Maria Epple        | Irene Epple        |
| 02.03.1980 | Mont Sainte-Anne (CAN)        | Marie-Theres Nadig | Irene Epple        | Hanni Wenzel       |
| 12.03.1980 | Saalbach-Hinterglemm (AUT)    | Irene Epple        | Perrine Pelen      | Fabienne Serrat    |

### Slalom
| Datum      | Ort                           | 1. Platz              | 2. Platz              | 3. Platz              |
| ---------- | ----------------------------- | --------------------- | --------------------- | --------------------- |
| 15.12.1979 | Piancavallo (ITA)             | Annemarie Moser-Pröll | Perrine Pelen         | Claudia Giordani      |
| 09.01.1980 | Berchtesgaden (FRG)           | Perrine Pelen         | Claudia Giordani      | Daniela Zini          |
| 21.01.1980 | Bad Gastein (AUT)             | Hanni Wenzel          | Perrine Pelen         | Erika Hess            |
| 23.01.1980 | Maribor (YUG)                 | Hanni Wenzel          | Perrine Pelen         | Annemarie Moser-Pröll |
| 25.01.1980 | Saint-Gervais-les-Bains (FRA) | Perrine Pelen         | Annemarie Moser-Pröll | Daniela Zini          |
| 29.02.1980 | Waterville Valley (USA)       | Perrine Pelen         | Nadeschda Patrakejewa | Hanni Wenzel          |
| 08.03.1980 | Vysoké Tatry (TCH)            | Perrine Pelen         | Fabienne Serrat       | Tamara McKinney       |
| 09.03.1980 | Vysoké Tatry (TCH)            | Daniela Zini          | Hanni Wenzel          | Erika Hess            |
| 11.03.1980 | Saalbach-Hinterglemm (AUT)    | Claudia Giordani      | Christa Kinshofer     | Hanni Wenzel          |

### Kombination
| Datum          | Ort                                 | 1. Platz              | 2. Platz              | 3. Platz              |
| -------------- | ----------------------------------- | --------------------- | --------------------- | --------------------- |
| 05./06.12.1979 | Val-d’Isère (FRA)                   | Marie-Theres Nadig    | Hanni Wenzel          | Annemarie Moser-Pröll |
| 08./14.12.1979 | Limone Piemonte / Piancavallo (ITA) | Hanni Wenzel          | Annemarie Moser-Pröll | Fabienne Serrat       |
| 09./15.01.1980 | Berchtesgaden (FRG) Arosa (SUI)     | Annemarie Moser-Pröll | Hanni Wenzel          | Ingrid Eberle         |
| 20./21.01.1980 | Bad Gastein (AUT)                   | Hanni Wenzel          | Annemarie Moser-Pröll | Cindy Nelson          |

## Nationencup
| Rang | Land               | Punkte |
| ---- | ------------------ | ------ |
| 1    | Österreich         | 1225   |
| 2    | Schweiz            | 908    |
| 3    | Vereinigte Staaten | 674    |
| 4    | Liechtenstein      | 609    |
| 5    | Italien            | 601    |
| 6    | BR Deutschland     | 574    |
| 7    | Frankreich         | 389    |
| 8    | Schweden           | 270    |
| 9    | Kanada             | 261    |
| 10   | Jugoslawien        | 213    |
| 11   | Norwegen           | 190    |
| 12   | Sowjetunion        | 170    |
| 13   | Tschechoslowakei   | 167    |
| 14   | Bulgarien          | 70     |
| 15   | Spanien            | 27     |
| 16   | Japan              | 13     |
| 17   | Belgien            | 10     |
| 18   | Australien         | 8      |
| 19   | Luxemburg          | 7      |
| 20   | Neuseeland         | 1      |

| Rang | Land               | Punkte |
| ---- | ------------------ | ------ |
| 1    | Österreich         | 717    |
| 2    | Schweiz            | 449    |
| 3    | Vereinigte Staaten | 284    |
| 4    | Italien            | 265    |
| 5    | Schweden           | 255    |
| 6    | Liechtenstein      | 247    |
| 7    | Jugoslawien        | 208    |
| 8    | Kanada             | 184    |
| 9    | Norwegen           | 154    |
| 10   | BR Deutschland     | 149    |
| 11   | Sowjetunion        | 127    |
| 12   | Bulgarien          | 70     |
| 13   | Tschechoslowakei   | 55     |
| 14   | Spanien            | 27     |
| 15   | Frankreich         | 25     |
| 16   | Japan              | 13     |
| 17   | Australien         | 8      |
| 18   | Belgien            | 6      |
| 19   | Luxemburg          | 3      |

| Rang | Land               | Punkte |
| ---- | ------------------ | ------ |
| 1    | Österreich         | 508    |
| 2    | Schweiz            | 459    |
| 3    | BR Deutschland     | 425    |
| 4    | Vereinigte Staaten | 390    |
| 5    | Frankreich         | 364    |
| 6    | Liechtenstein      | 362    |
| 7    | Italien            | 336    |
| 8    | Tschechoslowakei   | 116    |
| 9    | Kanada             | 77     |
| 10   | Sowjetunion        | 43     |
| 11   | Norwegen           | 36     |
| 12   | Schweden           | 15     |
| 13   | Jugoslawien        | 5      |
| 14   | Belgien            | 4      |
| 14   | Luxemburg          | 4      |
| 16   | Neuseeland         | 1      |

## Statistik der Podestplätze
Angegeben werden die Anzahl Podestplätze je Land und Disziplin sowie die Gesamtanzahl.

### Damen
| Land | Land | 1. | 2. | 3. | Total |
| ---- | ---- | -- | -- | -- | ----- |
| 01   | LIE  | 9  | 3  | 6  | 18    |
| 02   | SUI  | 9  | 3  | 5  | 17    |
| 04   | FRA  | 4  | 8  | 4  | 16    |
| 05   | AUT  | 3  | 7  | 4  | 14    |
| 06   | ITA  | 2  | 1  | 4  | 07    |
| 07   | FRG  | 1  | 3  | 1  | 05    |
| 08   | USA  | –  | 1  | 2  | 03    |
| 09   | CSK  | –  | 1  | 1  | 02    |
| 10   | URS  | –  | 1  | –  | 01    |
| 11   | CAN  | –  | –  | 1  | 01    |

| Land | Land | 1. | 2. | 3. |
| ---- | ---- | -- | -- | -- |
| 1    | SUI  | 6  | 1  | 1  |
| 2    | AUT  | 1  | 4  | 1  |
| 3    | CSK  | –  | 1  | 1  |
| 4    | USA  | –  | 1  | –  |
| 5    | LIE  | –  | –  | 3  |
| 6    | CAN  | –  | –  | 1  |

| Land | Land | 1. | 2. | 3. |
| ---- | ---- | -- | -- | -- |
| 1    | LIE  | 5  | –  | 1  |
| 2    | SUI  | 2  | 2  | 2  |
| 3    | FRG  | 1  | 2  | 1  |
| 4    | FRA  | –  | 4  | 3  |
| 5    | ITA  | –  | –  | 1  |

| Land | Land | 1. | 2. | 3. |
| ---- | ---- | -- | -- | -- |
| 1    | FRA  | 4  | 4  | –  |
| 2    | ITA  | 2  | 1  | 3  |
| 3    | LIE  | 2  | 1  | 2  |
| 4    | AUT  | 1  | 1  | 1  |
| 5    | FRG  | –  | 1  | –  |
| 5    | URS  | –  | 1  | –  |
| 7    | SUI  | –  | –  | 2  |
| 8    | USA  | –  | –  | 1  |

| Land | Land | 1. | 2. | 3. |
| ---- | ---- | -- | -- | -- |
| 1    | LIE  | 2  | 2  | –  |
| 2    | AUT  | 1  | 2  | 2  |
| 3    | SUI  | 1  | –  | –  |
| 4    | FRA  | –  | –  | 1  |
| 4    | USA  | –  | –  | 1  |

### Herren
| Land | Land | 1. | 2. | 3. | Total |
| ---- | ---- | -- | -- | -- | ----- |
| 01   | SWE  | 11 | 1  | 2  | 14    |
| 02   | AUT  | 03 | 5  | 9  | 17    |
| 03   | SUI  | 04 | 4  | 3  | 11    |
| 04   | LIE  | 03 | 3  | 2  | 08    |
| 05   | CAN  | 02 | 1  | 1  | 04    |
| 06   | USA  | 01 | 3  | 2  | 06    |
| 07   | YUG  | 01 | 3  | 1  | 05    |
| 08   | ITA  | 01 | 2  | 1  | 03    |
| 09   | BUL  | 01 | –  | 1  | 02    |
| 10   | FRG  | 0– | 2  | –  | 02    |
| 10   | URS  | 0– | 2  | –  | 02    |
| 12   | NOR  | 0– | 1  | 3  | 04    |
| 13   | FRA  | 0– | –  | 1  | 01    |
| 13   | TCH  | 0– | –  | 1  | 01    |

| Land | Land | 1. | 2. | 3. |
| ---- | ---- | -- | -- | -- |
| 1    | SUI  | 3  | –  | –  |
| 2    | CAN  | 2  | 1  | 1  |
| 3    | AUT  | 1  | 3  | 3  |
| 4    | ITA  | 1  | 2  | 1  |
| 5    | NOR  | –  | 1  | 2  |

| Land | Land | 1. | 2. | 3. |
| ---- | ---- | -- | -- | -- |
| 1    | SWE  | 6  | –  | 1  |
| 2    | AUT  | 1  | 1  | 2  |
| 3    | LIE  | 1  | 1  | –  |
| 4    | SUI  | –  | 4  | 2  |
| 5    | YUG  | –  | 1  | 1  |
| 6    | USA  | –  | 1  | –  |
| 7    | NOR  | –  | –  | 1  |
| 7    | TCH  | –  | –  | 1  |

| Land | Land | 1. | 2. | 3. |
| ---- | ---- | -- | -- | -- |
| 1    | SWE  | 5  | 1  | 1  |
| 2    | YUG  | 1  | 2  | –  |
| 3    | LIE  | 1  | –  | 2  |
| 4    | BUL  | 1  | –  | 1  |
| 5    | FRG  | –  | 2  | –  |
| 5    | URS  | –  | 2  | –  |
| 7    | USA  | –  | 1  | –  |
| 8    | AUT  | –  | –  | 3  |
| 9    | CHE  | –  | –  | 1  |

| Land | Land | 1. | 2. | 3. |
| ---- | ---- | -- | -- | -- |
| 1    | LIE  | 1  | 2  | –  |
| 2    | USA  | 1  | 1  | 2  |
| 3    | AUT  | 1  | 1  | 1  |
| 4    | SUI  | 1  | –  | –  |
| 5    | FRA  | –  | –  | 1  |

## Saisonverlauf

### Punktesystem
Erstmals wurden für die ersten 15 im Klassement Weltcuppunkte vergeben, womit ein überarbeitetes Punktesystem in Kraft trat. Die Punkte für das Podium (25, 20, 15) blieben aufrecht, aber für Rang 4 gab es, statt 11 Punkte nun 12, für jeden weiteren Rang einen Punkt weniger (Rang 5: 11 Punkte, Rang 6: 10 Punkte etc.). Für den Gesamtweltcup zählten diesmal die drei besten Resultate aus der Kombination und die jeweils vier besten der anderen Disziplinen, für die Disziplinenwertung waren es weiterhin die fünf besten Resultate. Außerdem besagten die Regeln, dass alle jene, die im Gesamt- oder auch in einem Einzelklassement 75 Punkte erreicht haben, in allen Disziplinen mit Nr. 16 starten dürfen, sofern sie nicht ohnehin unter den ersten 15 der FIS-Rangliste sind. Falls mehrere diese 75er-Grenze erreichen, gibt es über die Startreihenfolge einen Losentscheid.

### Das Rennen um die Weltcupkugeln
Hanni Wenzel kam trotz 158 Streichpunkten zu ihrem zweiten Gesamt-Weltcupsieg. Es war, da auch ihr Bruder Andreas Wenzel den Gesamtsieg errang, das bisher einzige Mal (Stand August 2017), dass dies einem Geschwisterpaar in derselben Saison gelang. Später waren Janica Kostelić und Ivica Kostelić ebenfalls Gesamtsieger, jedoch in unterschiedlichen Saisonen. Zudem gelang es Hanni Wenzel, bis auf den ersten Slalom am 8. März 1980 in Vysoké Tatry, in jedem Rennen (bzw. hinsichtlich der Kombinationen in jeder Veranstaltung) zu punkten.
Eine zu Saisonbeginn veröffentlichte Statistik sagte aus, dass bisher 94 Österreicher 16.569 Weltcuppunkte errungen haben, wovon Annemarie Moser-Pröll mit 2.659 den Löwenanteil zu verzeichnen hat, aber sich Hanni Wenzel mit 1.295 Punkten an die zweite Stelle der Damenwertung vorgearbeitet habe, womit die Zweifachführung (Monika Kaserer mit 1.228 Punkten) gesprengt wurde; auf Rang 4 lag immer noch Rosi Mittermaier (1.153 Punkte). Bei den Herren führte noch Gustav Thöni mit 1.714 Punkten, gefolgt von Ingemar Stenmark (1.609), Piero Gros hatte mit 1.126 Punkten den 3. Platz erobert, weil Franz Klammer mit der vorjährigen verpatzten Saison nur auf 987 Gesamtzähler kam.

### Herren
Gesamt-Weltcup:

Zu Saisonbeginn stellte sich die Frage, inwieweit Ingemar Stenmark die nunmehrige Regelung mit den besten vier Resultaten dienlich sein würde. Es bewahrheitete sich erneut, dass er in beiden technischen Disziplinen mit dem Punktemaximum gewann, wodurch er die 200 Punkte für das Gesamtklassement einbringen konnte. Eine Überlegung von ihm, auch in den Abfahrten zu starten, ließ er nach einem schweren Trainingssturz am 15. September im Schnalstal fallen (er hatte das Bewusstsein verloren, konnte erst fünf Wochen danach wieder das Training aufnehmen).

Die Kitzbühel-Rennen waren für Andreas Wenzel ein entscheidender Anstoß für den Gesamtsieg. Nachdem er die mit dem Lenggries-Slalom und der Kitzbühel-Abfahrt verbundene Kombination (8./12. Januar) gewonnen hatte, übernahm er mit dem Slalomsieg am Ganslernhang (13. Januar) die Führung mit 110 Punkten vor Stenmark (93), der nur Dreizehnter wurde. Bojan Križaj auf Rang 3 wies 75 Zähler auf.
Stenmark konnte dank Rang 2 im Wengen-Slalom (bei dem Wenzel mit Start-Nr. 1 schon nach wenigen Toren eingefädelt hatte) und am nächsten Tag dank dem Sieg im Riesenslalom von Adelboden die Führung zurückholen (138 zu 116) – und vor den Olympiarennen lautete (nach Stenmarks Sieg am 27. Januar in Chamonix) 160 zu 122. Nach Riesenslalom und Slalom in Waterville Valley lautete der Zwischenstand Stenmark 170, Wenzel 142, Križaj 112, Lüthy 102, Phil Mahre 97. Ein weiterer wichtiger Schritt für Wenzel war Rang 5 in der in Lake Louise nachgetragenen Chamonix-Abfahrt am 4. März, zusätzlich wurde er dadurch Zweiter in der Kombination. Er lag zwar mit 173 Punkten noch 22 Zähler hinter Stenmark (Rang 3 nahm Phil Mahre mit 120 Punkten ein), doch der Schwede hatte nur mehr die Chance auf fünf Slalompunkte, während der Liechtensteiner praktisch weiter voll punkten konnte.
Vorerst konnte Wenzel mit dem Sieg im Slalom in Oberstaufen volle 25 Punkte verbuchen, auf 198 klettern und den mit Rang 3 leer ausgegangenen Stenmark (weiterhin 195 Zähler) überholen, zwei Tage später in Cortina d’Ampezzo gewann Stenmark, führte nun mit 200 Punkten mit 2 Punkten Vorsprung., aber am 11. März ließ es sich nicht mehr vermeiden: Für Stenmark war der Erfolg im Riesenslalom in Cortina zwar das «50-Siege-Jubiläum», aber Wenzel hätte bereits Rang 7 für die endgültige Erringung der Gesamtwertung gereicht, für Rang 4 wurde er mit sechs Punkten bonifiziert, was ihn auf den Endstand von 204 brachte (denn im Finale in Saalbach blieb er punktlos; er hätte aber praktisch nur mehr mit Plätzen in den Top Ten Zuwächse bewirken können). Im Endklassement belegte Franz Klammer (ex aequo mit seinem Teamkameraden Hannes Spiss) mit 27 Punkten Endrang 33.
Abfahrt:

Peter Müller hatte keinen guten Start in die Saison, denn – mit Nr. 1 ins Rennen gegangen – kam er in Val d’Isère zu Sturz. Es gab für ihn vor allem einen harten Kampf mit den Kanadiern, nach der zweiten Wengen-Abfahrt hatte er 96 Punkte am Konto, Ken Read 81. Müller blieb mit Rang 14 in der letzten Saisonabfahrt (Lake Louise) zwar ohne weiteren Zähler, Ken Read wurde aber nur Neunter, was ihn (nach Abzug der zwei Punkte gemäß Rang 14 in Pra-Loup) nur noch zu 6 weiteren Zählern verhalf.
Riesenslalom:

Stenmark setzte seine Serie vom Vorjahr (als er alle zehn Rennen gewonnen hatte) mit drei weiteren Siegen fort, und wenn er dann auch in Waterville punktelos blieb, siegte er gleich beim nächsten Mal (1. März in Mont Sainte-Anne), wobei er zwar nach Lauf 1 nur auf Rang 3 gelegen hatte; Hans Enn konnte seine ohnehin nur mehr theoretische Chance nicht wahrnehmen, da er erkrankt angetreten war (und auf den zweiten Lauf verzichtete). Der Zwischenstand lautete nunmehr: Stenmark 100, Lüthy 70, Enn 52 – dadurch hatte Lüthy zwar noch eine Chance, hätte aber die restlichen drei Rennen gewinnen müssen und Stenmark hätte nicht mehr als sechs Zähler einstreichen dürfen. All diese Spekulationen waren am 8. März in Oberstaufen vorbei, nun war der Schwede uneinholbar.
Slalom:

Ingemar Stenmark konnte diese Wertung zum sechsten Mal in Serie, und dies schlussendlich doch deutlich, für sich entscheiden. Zwar hatte er in den ersten vier Slaloms noch nicht einen entscheidenden Vorsprung herausfahren können – da stand es nur 63 zu 60 gegenüber Križaj, doch dann folgten noch vier Siege in den restlichen vier Slaloms.

#### Damen
Gesamt:

Wenngleich Marie-Theres Nadig mit 75 Punkten in Val d’Isère einen perfekten Saisonstart hinlegte, womit sie 34 Punkte Vorsprung auf Hanni Wenzel und 39 auf Moser-Pröll aufwies, und insgesamt mit zweimal drei Siegen am Stück sechs der sieben Saisonabfahrten gewann, kam sie am Ende gegen Hanni Wenzel nicht auf. Wenzel gelang es immer wieder hervorragend, auch in der Abfahrt öfters zu „Big Points“ zu kommen, war in den technischen Disziplinen (5 Riesenslalom- und 2 Slalomsiege, dazu auch 2 Kombinationssiege) das Pendant zu Nadig. Die Schweizerin hatte zwar die erste Kombination gewonnen, doch danach blieb sie punktelos.
 In der Punktejagd gab es nach den Pfronten-Abfahrten am 7. Januar noch eine ex-aequo-Führung von Nadig und Moser-Pröll mit 150 Punkten, Wenzel lag mit 139 auf Rang 3.
Da sowohl Moser-Pröll als auch Nadig im Riesenslalom von Berchtesgaden (9. Januar) ausfielen, übernahm Wenzel mit 172 Punkten die Führung vor Moser (161) und Nadig (150). und wenngleich Nadig beim Riesenslalom in Arosa Zweite wurde, lag sie auf Platz 3 – mit 170 Punkten am Konto bereits 52 hinter Wenzel (aber auch Moser, 202 Punkte, verlor an Boden). Nadig konnte auch weiter nichts dazu gewinnen, denn ihre Abfahrtssiege brachten keine Aufstockung – vor der Reise in die USA gab es in der Gesamtwertung nach den Rennen in Megéve (denn der noch am 27. Januar ausgetragene Slalom in Cervinia wurde abgebrochen; siehe bitte dazu Absagen und Verschiebungen) exakt 300 Punkte für Wenzel; auf den Plätzen folgten Moser mit 258 und der eigentlich schon chancenlosen Nadig mit 185, denn es standen nur mehr Riesenslaloms und Slaloms im Weltcupplan. Der Gesamtsieg für Wenzel stand nach dem Riesenslalom am 2. März in Mont Sainte-Anne fest. Zwar hatte längere Zeit Verwirrung um die Rangordnung der ersten 15 geherrscht, doch dann war klar: Sieg für Nadig mit zwei Laufbestzeiten, Rang 2 für Wenzel – und weil Moser-Pröll schon im ersten Lauf ausgeschieden war, hatte die Liechtensteinerin 303 Punkte gegenüber Moser (256) und Nadig (221).
Abfahrt:

Nach ihrem vierten Saisonsieg am 7. Januar in Pfronten hatte Nadig die «kleine Kristallkugel» erstmals in der Tasche – sie führte 120 zu 83 gegenüber Moser. Nadig konnte zwar selbst auch „nur“ noch 5 Punkte dazuholen – doch selbst bei zwei Siegen und gleichzeitiger Punktelosigkeit von Nadig hätte die Österreicherin auf Grund der Streichpunkte nur mehr 27 Punkte hätte holen können.
Riesenslalom:

Durch ihre Siegesserie war Hanni Wenzel unübertrefflich. Mehr als 115 Punkte wären für die Zweitplatzierte Nadig selbst bei optimalem Saisonverlauf auf Grund dieser Dominanz von Wenzel nicht zu erreichen gewesen.
Slalom:

Perrine Pelen lieferte sich ein spannendes Duell mit Hanni Wenzel; nach ihrem Sieg am 25. Januar in Saint-Gervais-les-Bains führte sie mit 110 Punkten vor Moser (83) und der hier auf Rang 4 gekommenen Wenzel (82). Moser war allerdings eher chancenlos, sie war auch nicht die geborene Slalomläuferin (ihre 83 Punkte, auf denen sie stehen geblieben war, waren ohnehin „sensationell“). Ihre weiteren zwei Siege brachten Pelen zwar nur mehr zehn Punkte, was auch den Endstand von 120 Punkten und den Gesamtsieg bedeutete. Wenzel hätte selbst mit zwei Siegen (zweiter Slalom in Vysoké Tatry und Finale in Saalbach) nur mehr auf 115 Punkte kommen können.

### Premierensiege
Der Bulgare Petar Popangelow (Slalom Lenggries) und der Jugoslawe Bojan Križaj (Lauberhorn-Slalom) holten die überhaupt ersten Siege für ihren Verband, Hans Enn (Riesenslalom Waterville Valley) war zugleich der erste Sieger im Anschluss an die Olympischen Spiele. In diesem Rennen kam Ingemar Stenmark nur auf Rang 21; nach dem ersten Lauf war er sogar auf Rang 40 gelegen (und seine Serie mit 15 Riesenslalomsiegen en suite inkl. jenen bei Olympia war gestoppt). Bei den Damen war Daniela Zini im zweiten Slalom in Vysoké Tatry die einzige Premierensiegerin.

### Verletzungen
Herren:
- Leonhard Stock stürzte beim ersten Zeitlauf für die Abfahrt in Val d’Isère und erlitt einen Sprung im rechten Schlüsselbein und eine Kreuzbandzerrung im Kniegelenk. Da bereits Ernst Winkler wegen einer Verletzung fehlte, gab es ÖSV-intern keine Qualifikation für die besagte Abfahrt. Stock war (nach einem ersten Versuch bei einem FIS-Riesenslalom Kirchberg in Tirol) bei den Abfahrten in Wengen wieder zurück und kam – nach Rang 2 im Training – im ersten Rennen auf Rang 5, im zweiten (wie er erklärte «todmüde») auf 17.[23][24][25][26]
- Einen Ausfall anderer Art gab es durch Wolfram Ortner zu verzeichnen, der wegen eines Leistenbruchs zum Slalom in Val d’Isère nicht antreten konnte. Er wurde am 11. Dezember im Landeskrankenhaus Klagenfurt operiert.[27][28]
- Beim Training zur Abfahrt von Kitzbühel gab es am 10. Januar drei schwerere Stürze: Walter Vesti, der sich bei der Steilhangausfahrt mehrmals überschlagen hatte, erlitt einen Riss der Achillessehne und Tim Gilhooly (CAN) beim Sturz in der Mausefalle einen Schienbeinbruch; demgegenüber kam Franco Obert (FRA) mit einer Zerrung davon.[29]
- Im zweiten Zeitlauf am 26. Januar zur Kandahar-Abfahrt auf der Piste Les Houches in Chamonix stürzte Sepp Ferstl bei schlechter Sicht an der Mauer, wurde bewusstlos mit dem Hubschrauber ins Krankenhaus geflogen, wo ein Nasenbeinbruch und eine Gehirnerschütterung festgestellt wurden; das Training wurde daraufhin abgebrochen und die Abfahrt wurde abgesagt.[30]
- Franz Klammer kam am 4. März im Abfahrtstraining in Lake Louise schwer zu Sturz, musste mit dem Hubschrauber abtransportiert werden. Nach den in einem Hospital in Calgary erstellten günstigen (aber unrichtigen) Diagnosen (Bänderzerrung im rechten Knie, Schnittwunden am linken Unterarm[31][32]) wurde er entlassen und ins Rudolfiner-Krankenhaus in Wien überstellt, doch musste er dort am 7. März wegen eines Bänderrisses operiert werden.[33]

Damen:
- Noch in der Vorbereitungsphase stürzte Edith Peter, die Nr. 2 hinter Annemarie Moser-Pröll bei den österreichischen Abfahrerinnen, am 13. November in Zauchensee, wobei sie einen Seitenbandeinriss im rechten Knie erlitt und ins Krankenhaus Schwarzach im Pongau gebracht wurde. Vorerst war vorausgesagt worden, dass sie zumindest für die erste Periode des Weltcups und damit auch für die Olympischen Spiele ausfallen würde.[34] Es war ein Comeback bei der Abfahrt am Graukogel (Bad Gastein am 20. Januar) geplant gewesen, doch wegen zu großer Schmerzen trat sie nicht an, womit auch ihre Olympiateilnahme ad acta gelegt war.[35][36]
- Heidi Riedler kam im vierten Zeitlauf für die Abfahrt in Val d’Isère mit etwa 100 km/h von der Strecke ab, schlug trotz Fangnetzen so hart auf, dass sie einen zweifachen Rippenbruch, eine Gehirnerschütterung und Schürfwunden im Gesicht erlitt. Es wurde damit gerechnet, dass sie im Januar wieder dabei sein werde.[37]
- Andrea Haaser stürzte in der Abfahrt am 19. Dezember schwer und zog sich schwere Verletzungen im Bereich des Oberschenkels zu.[38]

### Absagen, Verschiebungen
Herren:
- Die für den 22. Dezember vorgesehene Abfahrt in Schladming schien vorerst wegen Schneefalls gesichert, die Planai präsentierte sich bereits zwei Tage vor dem Event in bestem Zustand[39][40], doch dann waren Regen und damit die schlechte Sicht und die gefährliche Piste ausschlaggebend, dass das ohnehin um eine Stunde verspätet gestartete Rennen nach 28 Läufern (Silvano Meli) abgebrochen und annulliert werden musste – und eigentlich war es von der Jury unverantwortlich gewesen, den Start freizugeben. Der erste prominente gestürzte Läufer war mit Nr. 10 Sepp Ferstl gewesen, nach Nr. 12, Erik Håker, kam es zu einer Unterbrechung. Danach kam Peter Müller aus der Bahn. Zum Zeitpunkt des Abbruchs führte Podborski mit 1,07 s Vorsprung auf Michael Veith.[41]
- Den Nachtrag gab es am 18. Januar in Wengen (Kitzbühel wurde deshalb nicht berücksichtigt, da zwischen dem Slalom in Lenggries und der dortigen Abfahrt nur zwei Trainingstage lagen). Es war dies zum ersten Mal in der 50-jährigen Geschichte des Lauberhornrennens, dass es zwei Abfahrten gab.[42][43]
- Plötzlicher starker Schneefall und dann Regen verhinderten die Trainings für die am 26. Januar geplante Abfahrt in Chamonix, es wurde noch eine Verschiebung auf den 27. Januar vorgenommen (um die Trainings am 26. Januar über die Bühne zu bringen), an dem eigentlich der Slalom geplant war[44][45], jedoch gab es nach Stürzen im Training am 26. Januar die endgültige Absage, was aber auch die letzte Chance für Franz Klammer für die Qualifikation für die Olympischen Spiele nahm.[46]
Es war geplant gewesen, die Abfahrt in Cortina d’Ampezzo oder beim Finale in Saalbach nachzuholen. Tatsächlich geschah dies aber bereits am 4. März in Lake Louise; und diese musste auf verkürzter Strecke gefahren werden. Trotz 20 Grad Kälte waren aber 18.000 Zuschauer zu diesem Rennen gekommen.[47][48]
- Der Slalom in Chamonix konnte anderseits programmgemäß am 27. Januar gefahren werden. (Siehe bitte Quellenhinweis zu Verletzungen – «Nebel, Stürze und Absage» auf Seite 9 der AZ vom 27. Januar 1980.)
- Eine geringfügige Abweichung gab es bei den „post-olympischen“ Rennen in Waterville, wo der Herrenslalom schon am 27. Februar gefahren wurde.[49]

Damen:
- Am 27. Januar stand in Cervinia ein (bereits vom Dezember 1979 verschobener) Slalom am Programm, doch es herrschten (bei eigentlich schönem Wetter und guten Pistenverhältnissen) Sturmböen. Moser-Pröll fuhr als Vierte (Fabienne Serrat lag vor Hanni Wenzel voran, während Lise-Marie Morerod schon beim dritten Tor ausgeschieden war), hatte sogar beste Zwischenzeit, wurde aber durch einen solchen Windstoß erfasst und fiel aus, danach gab es eine Unterbrechung; es wurde ihr eine Laufwiederholung gewährt, doch kam es nicht mehr dazu; vorerst wurde das Rennen gerade zu dem Zeitpunkt, als der Wiederholungslauf hätte gefahren werden sollen, annulliert und um eine Stunde verschoben; letztlich lohnte sich das Warten aber nicht, der Sturm nahm sogar an Heftigkeit zu und zwang zu einer endgültigen Absage.[50][51]

### Besonderheiten, statistische Anmerkungen
- Das bisherige Abfahrts-As Franz Klammer war auf Grund seiner schwachen Leistungen sogar in die zweite Startgruppe abgerutscht[52] – und seine weiterhin nicht überzeugenden Saisonresultate machten seine Situation nicht besser (was auch zu seiner Nichtnominierung für Olympia führte)
- Lise-Marie Morerod erhielt nach ihrem schweren Autounfall vom Juli 1978 durch die Ärzte in der Universitätsklinik in Lausanne Starterlaubnis für die bevorstehende Weltcupsaison. Sie hatte schon seit Juli mit der Nationalmannschaft trainiert und sollte über FIS- und Europacuprennen aufgebaut werden, von deren Ergebnissen ein Weltcup-Comeback abhing. Die Metallplatte, mit der das gebrochene Becken fixiert worden war, sollte erst im Frühjahr entfernt werden und würde für sie bei den Rennen keine Behinderung darstellen. Sie war schon am 25. November wieder bei einem Slalomrennen am Start gewesen, allerdings wies sie 5 Sekunden Rückstand auf Siegerin Brigitte Nandos auf[53][54]
- Speziell die in den technischen Bewerben starken italienischen Herren blieben sowohl im Riesenslalom als auch Slalom ohne Podestplatz.
- Kein Podestplatz der Österreicherinnen im Riesenslalom: Regina Sackl als Vierte (Limone Piemonte) und zweimal Annemarie Moser-Pröll als Sechste (Val-d’Isère und Saalbach) waren einem solchen noch am nächsten gekommen.
- Nachdem bereits in der vorangegangenen Saison die Sowjetunion durch Wladimir Makejew (Rang 3 in der Abfahrt in Schladming) erstmals einen Podestplatz errungen hatte, waren es gleich zwei zweite Plätze durch Alexander Schirow und dazu auch ein solcher durch Nadeschda Patrakejewa. Damit konnte die Sowjetunion nach 23 Jahren wieder im alpinen Skirennsport von sich reden machen: 1956 hatte Jewgenija Sidorowa im Olympiaslalom in Cortina d’Ampezzo die Bronzemedaille gewonnen.
- Bei den Damen wiesen die Schweiz und Liechtenstein hinsichtlich der Podeste eine fast identische Bilanz aus: Während Liechtenstein 9 Siege, 3 zweite und 6 dritte Plätze (alle durch Hanni Wenzel) verzeichnete, kam das Schweizer Team auf 9 Siege, 3 zweite Plätze und 5 dritte Plätze.
- Hanni Wenzel konnte fünf Saison-Riesentorläufe in Serie gewinnen, war damit in dieser Disziplin die zweite, der dies gelang (nach Christa Kinshofer in der Saison 1978/79).
- Mit Rang 3 durch Michel Vion in der Kombination von Val-d’Isère gelang den französischen Herren nach dem Eklat von Dezember 1973 wieder ein Podestplatz. In diesen sechs Jahren waren ihnen nur sporadisch Top-10-Platzierungen gelungen.
- Bis zur Startnummer 41 hieß beim Auftaktsrennen (Abfahrt Val d’Isère) das Siegerbild Nadig vor Nelson und Moser-Pröll, dann wurde die Österreicherin noch durch Laurie Graham und fünf Nummern später durch Heidi Preuss auf Platz 5 verdrängt.[55]
- Henri Mollin war der erste Belgier, der es zu Weltcuppunkten brachte; es waren dies gleich drei (zwar wurde er in Abfahrt, Riesenslalom und Kombination von Val d’Isère jeweils Letzter, doch in der Kombination bedeutete dies trotzdem Rang 13, weil niemand mehr hinter ihm klassiert war). Er und Marc Gryspeerdt hatten abgelegte Rennanzüge vom italienischen Team erhalten.[56][57] In der besagten Kombination gab es außerdem erstmals einen Sieg der Zwillingsbrüder Mahre (Phil vor Steve)
- Gustav Thöni konzentrierte sich in seiner Abschlusssaison nur mehr auf den Slalom.[58]
- Wieder einmal waren die Gruppe 1-Fahrer in der Abfahrt auf der Saslong am 16. Dezember nicht bevorzugt, nur sechs von ihnen kamen zu Weltcuppunkten, außerdem wurden vor der Elite zehn so genannte Sternchenfahrer ins Rennen geschickt, wobei der Schwede Rune Safvenberg sich auf Rang 10 platzierte.[59]
- Irene Epple wurden 24 Weltcuppunkte aus dem Riesenslalom vom 8. Dezember in Limone (Rang 7) und der damit verbundenen Kombination mit der Abfahrt von Piancavallo (Rang 3) gestrichen, da sie einen nicht regelkonformen Rennanzug getragen hatte.[60] (Die anderen Läuferinnen rückten im Klassement nach.)
- Annemarie Moser-Pröll gewann nach acht Jahren wieder einen Slalom (es war dies ihr 60. Weltcupsieg), wobei sie nach dem 1. Lauf 0,47 s hinter Claudia Giordani auf Rang 2 platziert war.[61]
- Anton Steiner kündigte an, nur an Abfahrten teilzunehmen, die mit Kombinationen verbunden sind, was sich mit der Steigerung der Plätze 3, 2 und 1 und vor allem seinem 5. Gesamtrang in der Weltcupwertung (damit bester Läufer des ÖSV) bezahlt machte. Ob er die Kombinationsweltwertung hätte gewinnen können, bleibt unbeantwortet, denn er nahm an den Rennen zu Saisonbeginn in Val d’Isère nicht teil (obwohl er als Ersatzmann für den verletzten Leonhard Stock einberufen worden war und vom Schnalstal in das Tal der Isère abgereist war – wie der ÖSV überhaupt dort keinen Läufer kombinieren ließ oder lassen konnte).[62][63][64][65]
- Am 4. Januar wurde Werner Grissmann in Pra Loup durch seine Kollegen zum Präsidenten der Abfahrer-Gewerkschaft gewählt; es war dies eine Reaktion auf die Vorfälle bei der abgebrochenen Schladming-Abfahrt vom 22. Dezember.[66][67]
- Eine Überraschung gab es in der zweiten Abfahrt von Pfronten am 7. Januar, denn Cornelia Pröll belegte mit Start-Nr. 6 Rang 2 und war um 0,36 s schneller als ihre gleich als nächste gestartete ältere Schwester Annemarie, die als Vierte ins Ziel kam.[68] Wie aber bekannt wurde, hatte Conny von Annemarie die Skier geliehen erhalten, damit diese durch ein Spitzenresultat die Olympiaqualifikation schafft.[69]
- Nur auf Rang 18 lag Ingemar Stenmark im Slalom von Lenggries nach dem 1. Lauf, doch mit zweitbester Laufzeit (0,05 s hinter Sieger Popangelow) kam er noch auf Rang 3. Gustav Thöni kam nach langer Zeit auch wieder (mit Rang 4) zu einem Spitzenresultat, hatte allerdings nach dem 1. Lauf geführt. Mit Rang 2 erstes Podest für Alexander Schirow, der die Nr. 24 trug und Insidern von seinen vorjährigen Europacup-Erfolgen (Sieg in der Slalom- und Rang 2 in der Gesamtwertung) bekannt war.[70]
- Der Damenslalom von Berchtesgaden brachte eine hohe Zahl von Ausfällen – schon nach dem ersten Lauf waren 48 von 84 nicht platziert, letztlich kamen 29 in die Wertung, es gab auch Kritik am Kurssetzer des 1. Durchgangs, dem Österreicher Erich Sturm – dies vor allem auch im Hinblick auf die noch folgende Abfahrt und damit verbundene Kombination, denn wie viele der durchgekommenen Slalomläuferinnen würden in der Abfahrt am 15. Januar in Arosa überhaupt mitfahren? Es kamen tatsächlich nur 8 Fahrerinnen in die Kombinationswertung.[71][72]
- Die Weltcupwertung der Hahnenkamm-Kombination setzte sich nicht aus der Abfahrt auf der Streif und dem Slalom am Ganslernhang zusammen, sondern es wurde hierfür der bereits zuvor am 8. Januar in Lenggries ausgetragene Slalom herangezogen.[73] Die «Original-Kombination» brachte allerdings mit Andreas Wenzel denselben Sieger.
- Die Abfahrt von Arosa stürzte die ÖSV-Verantwortlichen (und auch Medien) in Ratlosigkeit – nur Moser-Pröll (Rang 2) war in den Punkterängen – mit der Vorarlbergerin Karin Schneeweiss gab es zwar noch eine auf Rang 12, jedoch holte sie die Punkte für den belgischen Verband. (Siehe bitte Quellenhinweis über Slalom Berchtesgaden/Kombination Arosa.)
- Die zweite Abfahrt von Wengen (19. Januar) brachte ein sehr enges Podium: Peter Müller gewann mit 0,02 s vor Ken Read und 0,10 s vor Steve Podborski, der nach seinem Sturz in Kitzbühel mit einem bandagierten Knöchel am Start war. (Quellennachweis siehe bitte zu „Rennen um den Weltcup“, Untertitel „Abfahrt“.)
- Zum Lauberhorn-Slalom am 20. Januar trat sogar Abfahrer Harti Weirather an, der die Start-Nr. 101 zugelost erhielt[74], wobei er mit pro Lauf einem fast gleichmäßigen Rückstand (rund 4,7 und 4,5 s; exakt in Summe 9,21 s) auf Sieger Bojan Križaj auf Rang 28 landete, was ihm in der nicht zum Weltcup zählenden Kombination Rang 2 hinter Michael Veith einbrachte.[75]
- Zweitgrößter Vorsprung in einem Damen-Riesenslalom durch Hanni Wenzel am 26. Januar in Saint-Gervais-les-Bains (sprich Megève) mit 5,02 s auf Perinne Pelen (vor einem Jahr hatte Nadig beim Finale in Furano mit 5,20 s den absoluten (und auch noch bis jetzt, Oktober 2017) Rekord aufgestellt).[76]
- Nachdem es am 28. Dezember die Meldung gegeben hatte, dass Morerod noch immer große Zeitrückstände aufweise, noch nicht fit sei, ging sie erstmals in Megève (25./26. Januar) an den Start, wo sie im Riesenslalom auf Rang 11 kam.[77][78]
- Österreichs Damen blieben am 9. März im zweiten Slalom in Vysoké Tatry ohne Punkt (die einzig beiden auf den Rängen 16 und 17 klassierten Maria Kurz und Ingrid Ebele lagen über 4 Sekunden hinter der Siegerzeit).[79]
- Der Herrenslalom am 10. März in Cortina d’Ampezzo verlief nicht ganz verletzungsfrei. Dies allerdings nicht durch Stürze, sondern durch die dort verwendeten Torstangen aus Holz, welche manchmal brachen, wobei die Läufer von diesen Splittern verletzt wurden.[80]
- Zum abschließenden Slalom am 15. März traten wiederum auch einige Abfahrer, u. zw. Ken Read, Herbert Plank, Peter Müller und Leonhard Stock an, wobei Stock als Bester dieses Quartetts Rang 30 in 98,93 s (Siegerzeit von Stenmark: 93,58 s) belegte.[81]
- Die am Saisonschluss fällige Überreichung der Weltcup-Pokale und sonstiger Auszeichnungen erfolgte durch FIS-Präsident Marc Hodler und dem österreichischen Bundespräsidenten Rudolf Kirchschläger.[82]

### Rücktritte
Zwei Größen des alpinen Skisports beendeten zum Saisonende ihre Karriere: Gustav Thöni und Annemarie Moser-Pröll (trotzdem wurde sie noch von den österreichischen Sportjournalisten am 22. Dezember zur Österreichs Sportlerin des Jahres 1980 gewählt). Dazu kam auch noch Olympiasieger Francisco Fernández Ochoa.
Im Herrenbereich waren es weiters noch die beiden österreichischen Abfahrer Klaus Eberhard und Ernst Winkler und der Schweizer Technikspezialist Martial Donnet. Bei den Damen zwangen die nach wie vor gegebenen gesundheitlichen Probleme auch Lise-Marie Morerod zur Aufgabe. Weiters waren es Elena Matous, Viki Fleckenstein, Evi Mittermaier, Monika Bader und Bernadette Zurbriggen. Auch Pamela Behr und Monika Kaserer verabschiedeten sich von der Rennläufer-Karriere, wenngleich Behr als «Technische Delegierte der FIS» und Kaserer als Skilehrerin weiterhin dem Skisport erhalten blieben.

## Rennen außerhalb des Weltcups
- Am 1. Dezember gewann Harti Weirather am Zwölferkogel in Saalbach eine Abfahrt, und Andreas Wenzel einen Riesenslalom in Livigno.[84]
- Am 3. Dezember gewann Ingemar Stenmark einen Slalom im Schnalstal vor Bojan Križaj und Gustav Thöni[85]
- Am 16. Dezember 1979 nahm ein Teil der Slalomelite (während die Abfahrer in Gröden um Weltcuppunkte fuhren) an einem FIS-Slalom auf der Brunnalm in St. Jakob in Defereggen teil, wobei der nur mehr auf den Slalom focusierte Gustav Thöni vor Christian Orlainsky und Piero Gros siegte; Christian Neureuther zählte zu den Ausgeschiedenen.[86][87]
- Die «Original»-Hahnenkamm-Kombination zählte nicht zum Weltcup. Es siegte auch hier Andreas Wenzel (vor Pete Patterson) und es gab mit dem Australier Antony Guss und den beiden Belgiern Henry Mollin und Marc Gryspeerdt gerade einmal fünf Läufer im Klassement.[88]
- Es gab auch eine Lauberhorn-Kombination, die ebenfalls nicht im Weltcupprogramm stand – und da kamen überhaupt nur vier Läufer ins Klassement: es siegte Michael Veith vor Harti Weirather und den beiden US-Läufern Dave Stapleton und Andy Mill.[89]
- Die nationalen Meisterschaften fanden diesmal bereits vor den Olympischen Winterspielen statt (Ende Januar/Anfang Februar); der ÖSV veranstaltete die technischen Bewerbe in Aspang-Mariensee.[90]